# ビューティフル・ストーリー
「ビューティフル・ストーリー」は、井上麻里奈の楽曲。中田ヤスタカが作詞・作曲を手掛けている。2007年2月21日に井上の3枚目のシングルとしてアニプレックス（ソニー・ミュージックエンタテインメント）より発売された。

## 概要
井上のソロシングルとしては前作「energy」以来、1年2か月ぶりのリリースとなる。また、2007年以降井上が本名での音楽活動を停止したため、本作が彼女の最後のシングルとなった。
表題曲は井上がテレビアニメ初主演となった、フジテレビ系アニメ『月面兎兵器ミーナ』のエンディングテーマに使用され、シングル発売後、PlayStation 2用ゲームソフト『月面兎兵器ミーナ -ふたつのPROJECT M-』の主題歌にも採用された。
表題曲のミュージックビデオも制作されたが、現在まで商品化されていない。
本作の両曲は中田ヤスタカが作詞・作曲・編曲しており、テレビアニメ主題歌を手掛けるのは今回が初めてである。また、井上への楽曲を提供したのは今回が初めてで唯一となった。中田とのタッグについて井上は「私にとってはすごく刺激的な体験でした。それまでやはりこう自分自身を表現するということを塗りは意図していたので、それは中田ヤスタカさんの作るサウンドというのはすごく独特できっと彼は我々の声を音として音楽の一つとして撮られているので、きっと彼の中で例えば我々の声というのはバイオリンだったりとかピアノだったりとかと、きっと同じなんだろうという印象を受けましたね。レコーディングの時は同じのスタジオでずっと彼の作業を見ていたので、その場で撮った自分の声がどんどんいろんな物に変化していって、そして作品が作り上げられていくのをまじかで見ることができるのはすごく今まで自分にないものを与えてくださったなと思います」と述べている。

## 批評
All Aboutで、音楽ライターの四方宏明は、「Perfumeへのオマージュと勘違いしそうですが、隠れ中田ヤスタカ名曲！ 2007年にリリースされた、Perfume進撃と同時進行的作品です。カップリングの「変な恋」は、初期CAPSULE的渋谷系ラウンジサウンドとなっています。」と批評した。

## チャート成績
初週1,398枚を売り上げ、2007年3月5日付オリコン週間シングルランキングで初登場96位を獲得した。チャート登場回数は2回、累計2,100枚のセールスを記録した。

## シングル収録内容
| 全作詞・作曲・編曲: 中田ヤスタカ。 |                                                    |              |              |      |
| #                                  | タイトル                                           | 作詞         | 作曲・編曲   | 時間 |
| 1.                                 | 「ビューティフル・ストーリー」                     | 中田ヤスタカ | 中田ヤスタカ | 4:04 |
| 2.                                 | 「変な恋」                                         | 中田ヤスタカ | 中田ヤスタカ | 3:55 |
| 3.                                 | 「ビューティフル・ストーリー」(オリジナルカラオケ) | 中田ヤスタカ | 中田ヤスタカ | 4:04 |
| 4.                                 | 「変な恋」(オリジナルカラオケ)                     | 中田ヤスタカ | 中田ヤスタカ | 3:55 |
| 合計時間:                          | 合計時間:                                          | 15:58        |              |      |

## 制作クレジット
| - Mixing Engineer：中田ヤスタカ - Producer：田井基良 - Director：Tsutomu Ohtani | - Artist Cordination： Keiko Yoshikawa Masafumi Miyagawa Momoko Kato (YAMAHA MUSIC FOUNDATION) - Mastering Engineer：内藤哲也 - Mastering Studio：SONY MUSIC STUDIOS TOKYO |

## カバー
- 石田燿子 - カバーアルバム『Hyper Yocomix3』（2008年）に収録。